# 4745 Nancymarie
4745 Nancymarie (1989 NG1) là một tiểu hành tinh vành đai chính được phát hiện ngày 9 tháng 7 năm 1989 bởi H. E. Holt ở Palomar.